# Куликовка (Ульяновск)
Куликовка — упразднённый посёлок в 1920 году, ныне микрорайон «Куликовка» Ленинского района Ульяновска.

## География
Куликовка — микрорайон, простирающийся на запад от проспекта Нариманова и Верхне-Полевой улицы. С юга он ограничен улицей Карла Маркса, с севера — Соловьёвым оврагом.

## История
Посёлок основан в 1908 году в Симбирском уезде, у западных границ города Симбирска, на месте «Кирпичных сараев» — городских трущоб, оплот нищеты и преступности. Основателем стал купец 2-й гильдии Ефим Иванович Куликов (1831—1914), гласный городской думы, заседатель и казначей Приказа общественного призрения.
9 мая 1912 года в посёлке состоялось освящение деревянного храма с главным престолом во имя иконы Божьей Матери Неопалимая Купина и приделом во имя св. великомученицы Варвары.
В 1913 году в Куликовке было 780 дворов, 5186 жителей, мыловаренный завод Алимова, заведение Олоньчева по выделке овчин и Неопалимовская церковь.
По плану Симбирска 1913 года под Новое кладбище должна была отойти вся территория Куликовки, но куликовские крестьяне наотрез отказались продавать городу землю.
В состав города посёлок вошёл в 1920 году.
3 июля 1941 года на территорию Куликовки, на место старых военных казарм, было передислоцировано Минское Краснознамённое танковое училище им. М. И. Калинина, которое переименовано во 2-е Ульяновское танковое училище имени М. И. Калинина. С 1947 г. по 1960 г. — 2-е Ульяновское танковое ордена Ленина, Краснознамённое училище имени М. В. Фрунзе, С 1960 г. по 2011 г. — Ульяновское высшее военно-техническое училище имени Богдана Хмельницкого. Ныне здесь дислоцируется Ульяновское гвардейское суворовское военное училище.
9 ноября 1941 года совершенно секретным решением особого заседания Ульяновского горисполкома, на время войны, в Куликовской церкви, был размещён центр «обновленческой церкви» во главе с самопровозглашённым «первоиерархом православных церквей в СССР», «святейшим и блаженнейшим великим господином и отцом» Александром Введенским (1889—1946).
В 1970-х гг. на территории микрорайона была размещена «Ульяновская механизированная колонна № 32» (ул. К. Маркса, 107).
В 1975 году по улице Верхне-Полевая — Карла Маркса была проложена линия Ульяновского трамвая.
В 1988 году община мусульман г. Ульяновска перебралась в приобретённый кирпичный дом в Банном переулке. В 1989 году здание было перестроено в мечеть, а в мае этого же года начались религиозные службы. В настоящее время здесь находится центральная мечеть г. Ульяновска.
26 декабря 2009 года было открыто новое пожарное депо Главного управления МЧС России по Ульяновской области и областной Центр управления в кризисных ситуациях.
В 2014 году на территории микрорайона создан Муниципальное бюджетное учреждение «Дорремстрой».
В 2021 году в микрорайоне по переулку Амбулаторный, 8 открылся духовно-просветительский центр «Апостол».

## Население
- На 1913 год в Куликовском посёлке в 780 дворах жило: 2526 мужчин и 2660 женщин[6].

## Известные жители
- Измайлова, Асия Сафиулловна — народная артистка ТАССР, солистка Казанского театра оперы и балета, родилась в посёлке[18].
- Во время эвакуации здесь жили священники обновленческой церкви: Виталий (Введенский), Филарет (Яценко), Андрей (Расторгуев) и Александр Введенский.
- Гавриил Мелекесский с 1946 года настоятель Неопалимовской церкви[19].
- Иоанн (Братолюбов) (1953 — 1968)[20].
- С 1985 года настоятелем Неопалимовской церкви был Никон (Васюков), затем протоиерей Константин (Фролов)[21].
- Настоятелем кафедрального собора иконы Божией Матери «Неопалимая Купина» с 1989 по 1992 год был священнослужитель архиепископ Прокл (Хазов).
- С 1992 по 1993 год в Богородице-Неопалимовском кафедральном соборе был священнослужитель диакон Скала Алексей Владимирович.
- Настоятелем кафедрального собора иконы Божией Матери «Неопалимая Купина» с 1997 по 2012 год был священнослужитель Диодор (Исаев)[22].

## Достопримечательности
- Богородице-Неопалимовский храм (Культурное наследие России / Ульяновск /)[20][23][24][25][26][27][28][29][30]
- Воскресенский некрополь (Культурное наследие России / Ульяновск /).

Памятники:
- 9 декабря 1977 года был открыт памятник Нариману Нариманову [31].
- 29 апреля 2016 года состоялась торжественная церемония открытия Монумента Славы пожарным и спасателям и мемориальной доски памяти сотрудников, погибших при исполнении служебного долга[13].
- 31 марта 2018 года в сквере УВВТУ был открыт монумент ветеранам и выпускникам УВВТУ[32].

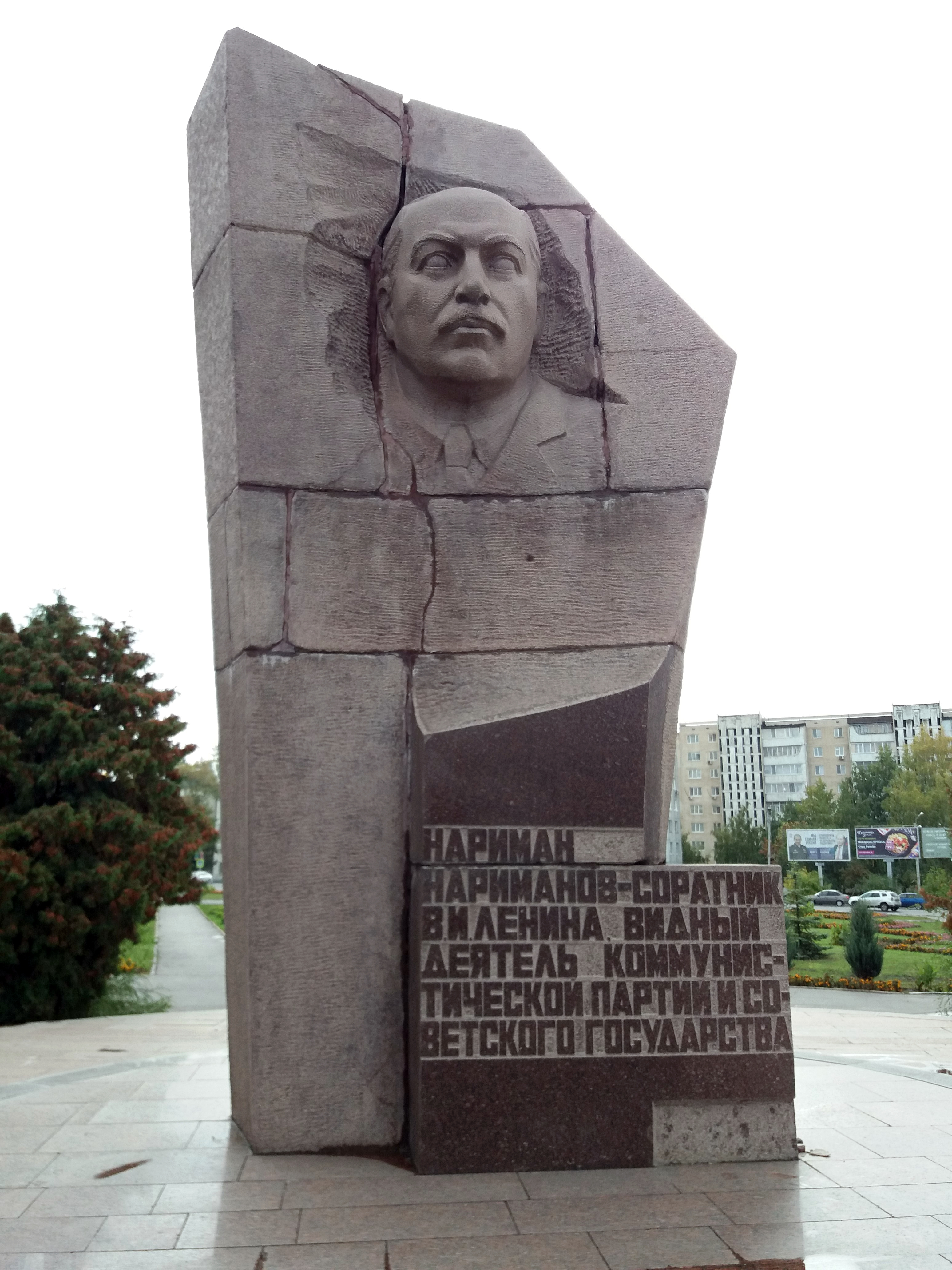
Памятник Нариману Нариманову.
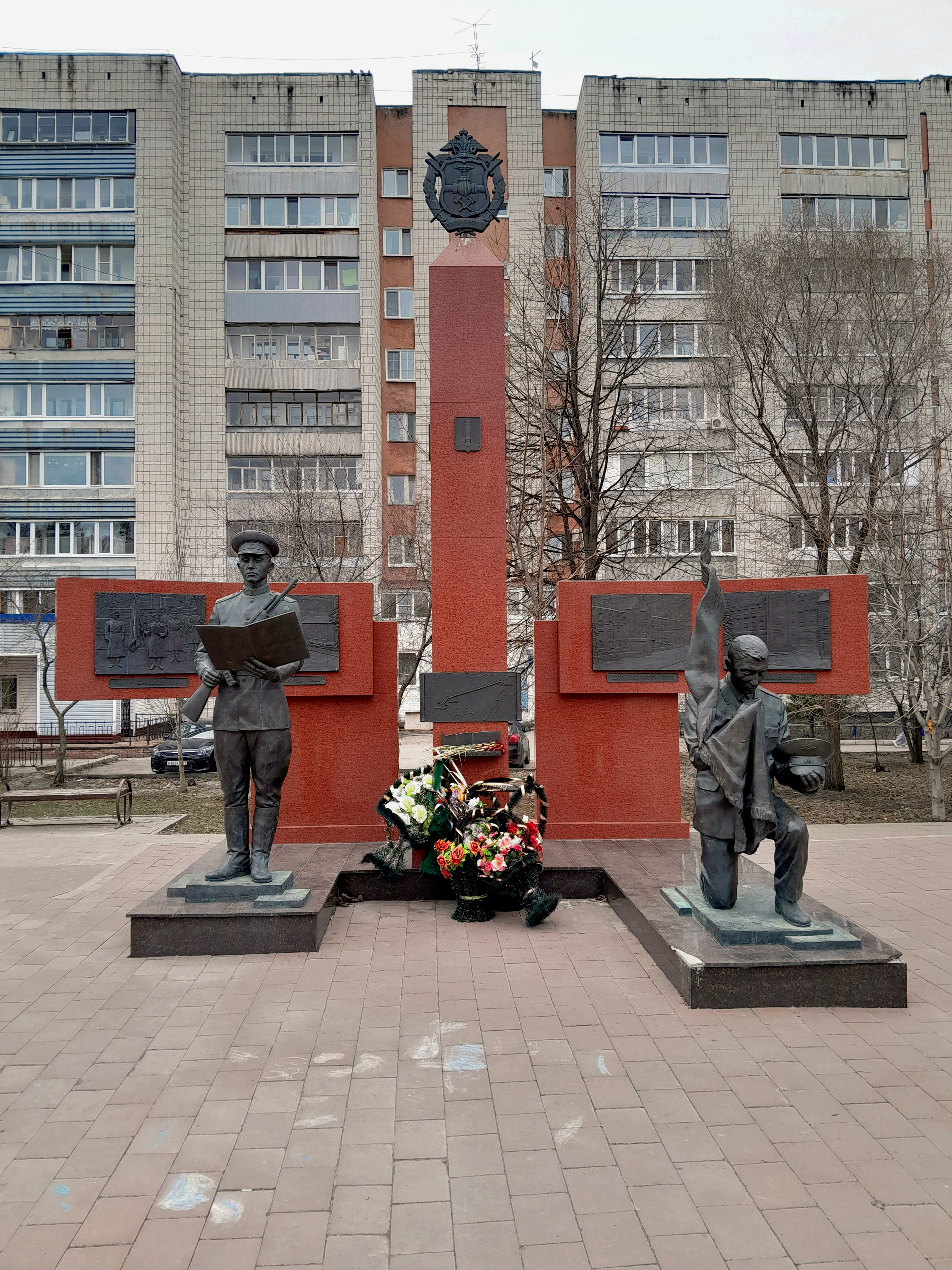
Монумент ветеранам и выпускникам УВВТУ.
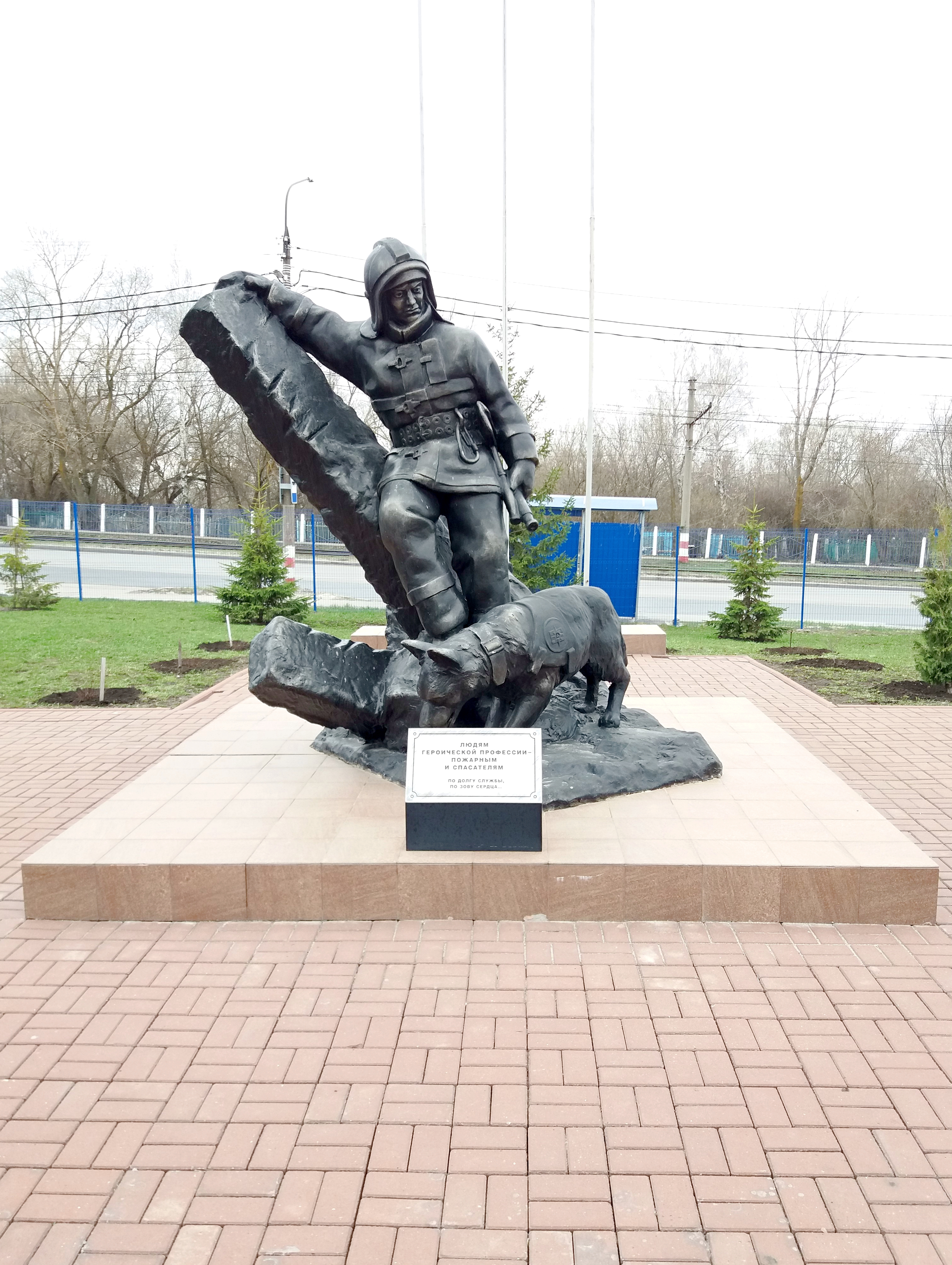
Монумент Славы МЧС.

## Микрорайон в фильмах
- С 13 по 16 декабря 2021 года на канале «НТВ» (с ноября 2022 г. повторили) шёл показ 12-ти серийного т/с «Пять минут тишины. Симбирские морозы», эпизоды которого снимались в Ульяновске и его окрестностях, в том числе, съёмки проходили в депо МЧС и других местах микрорайона[33][34][35].

## Галерея

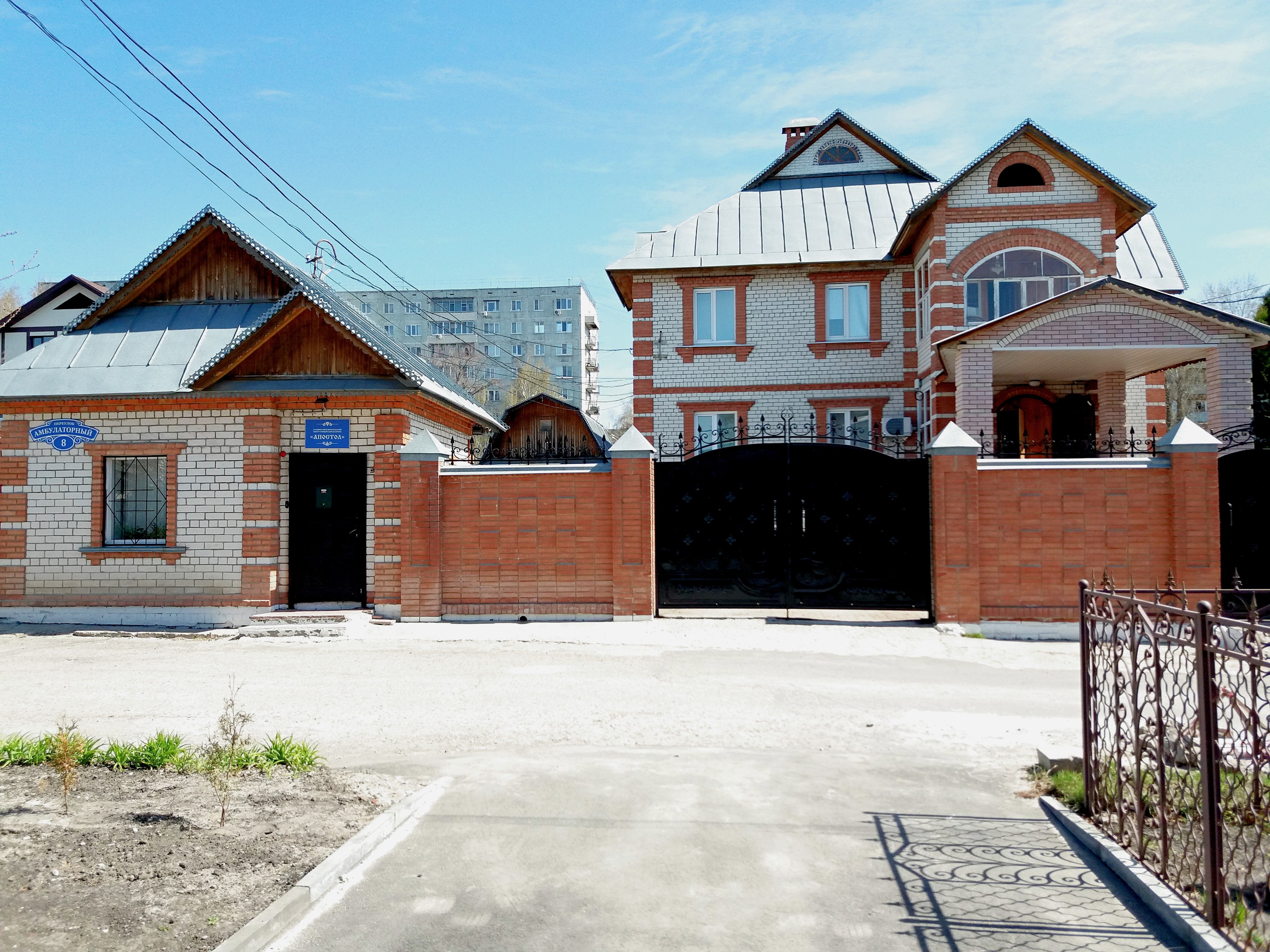
Духовно-просветительский центр «Апостол»
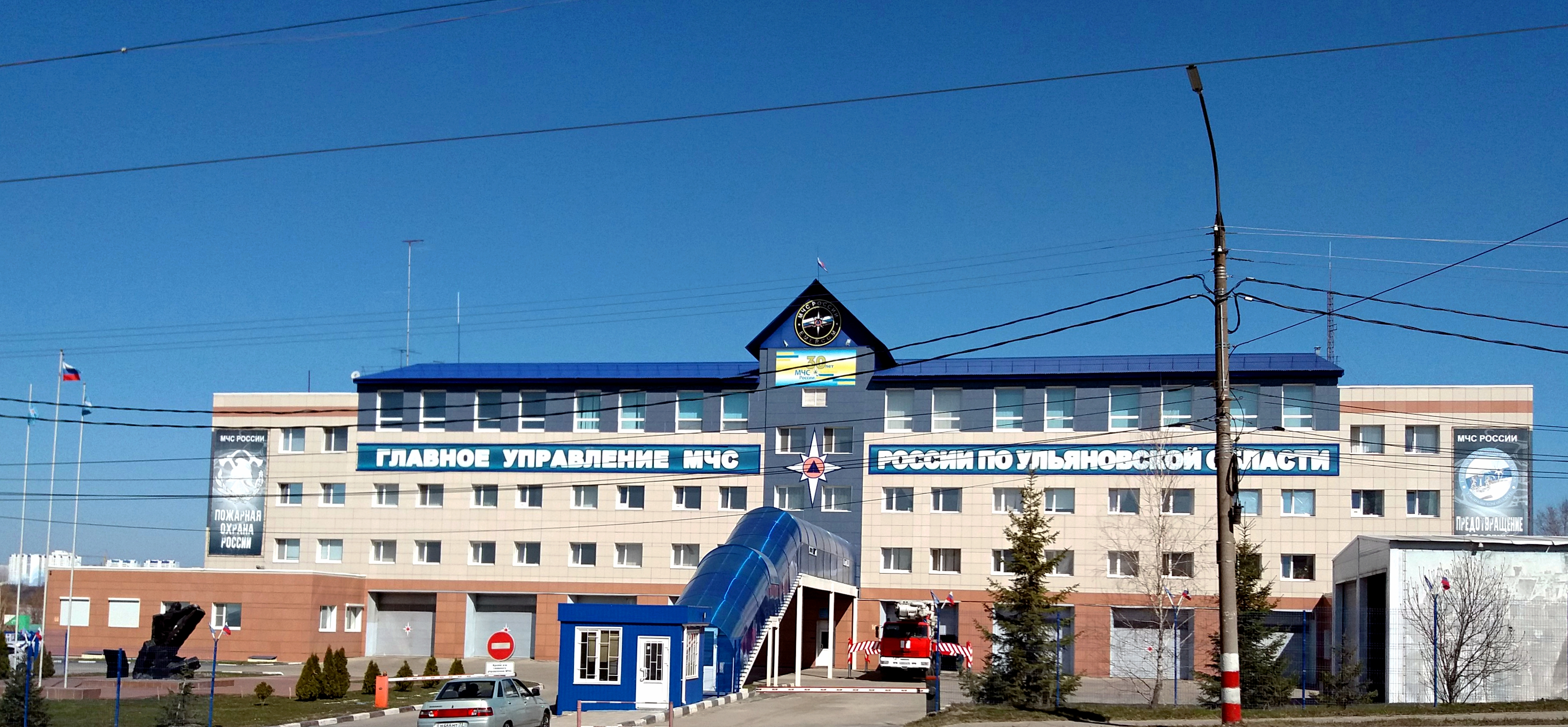
Здание ГУ МЧС России по Ульяновской области
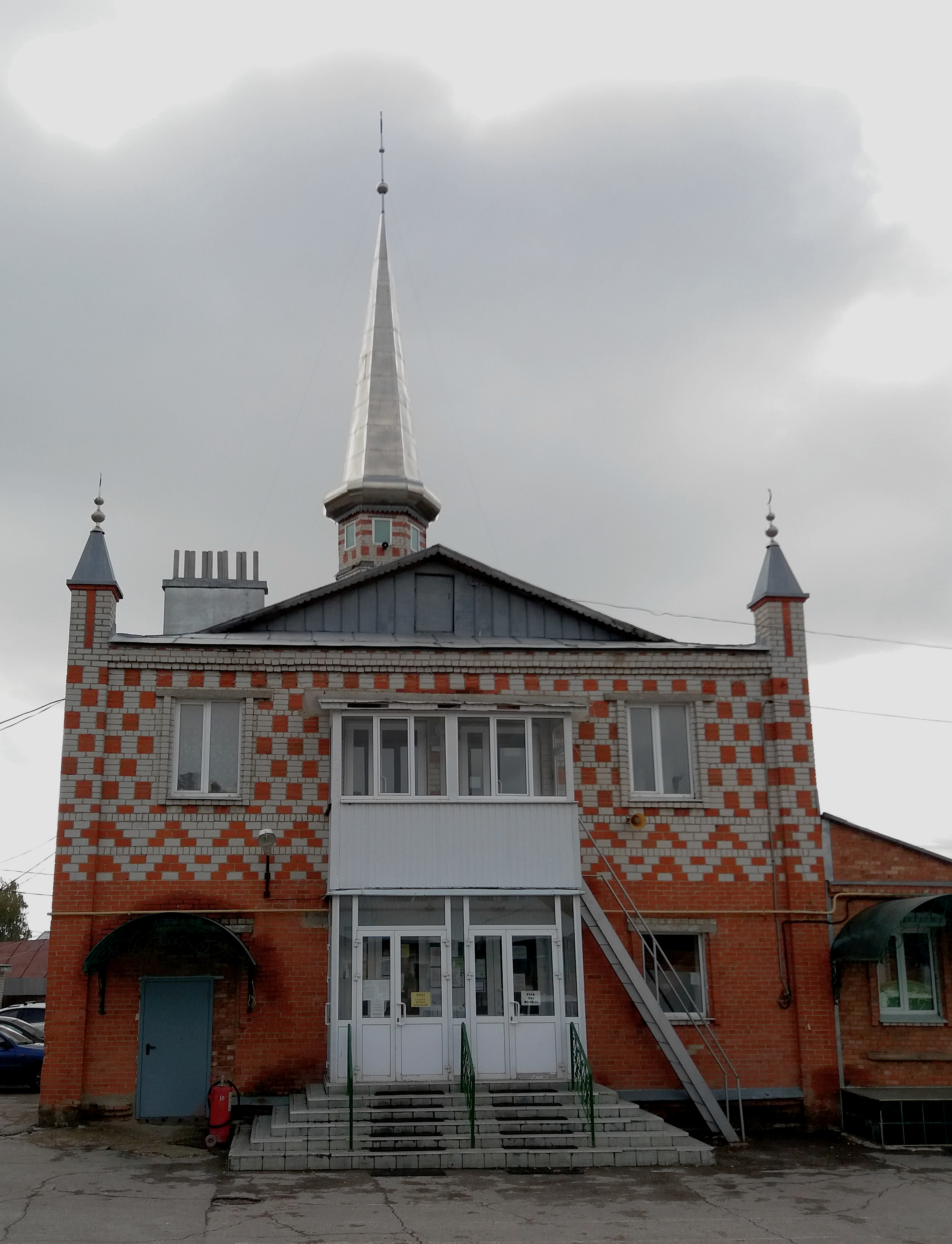
Махалля «Центральная Соборная мечеть»
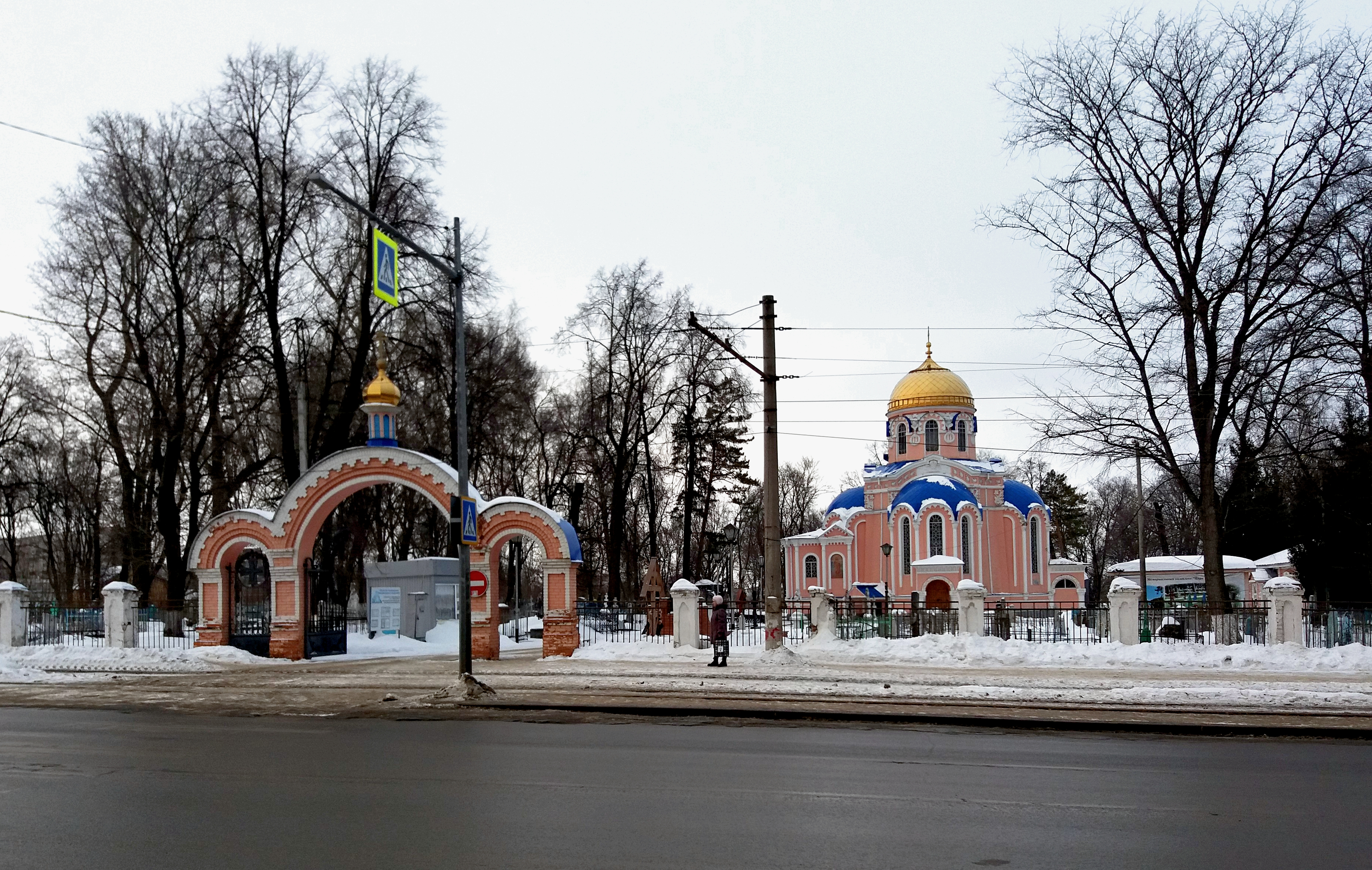
Воскресенский некрополь.

## Церковь Неопалимой Купины

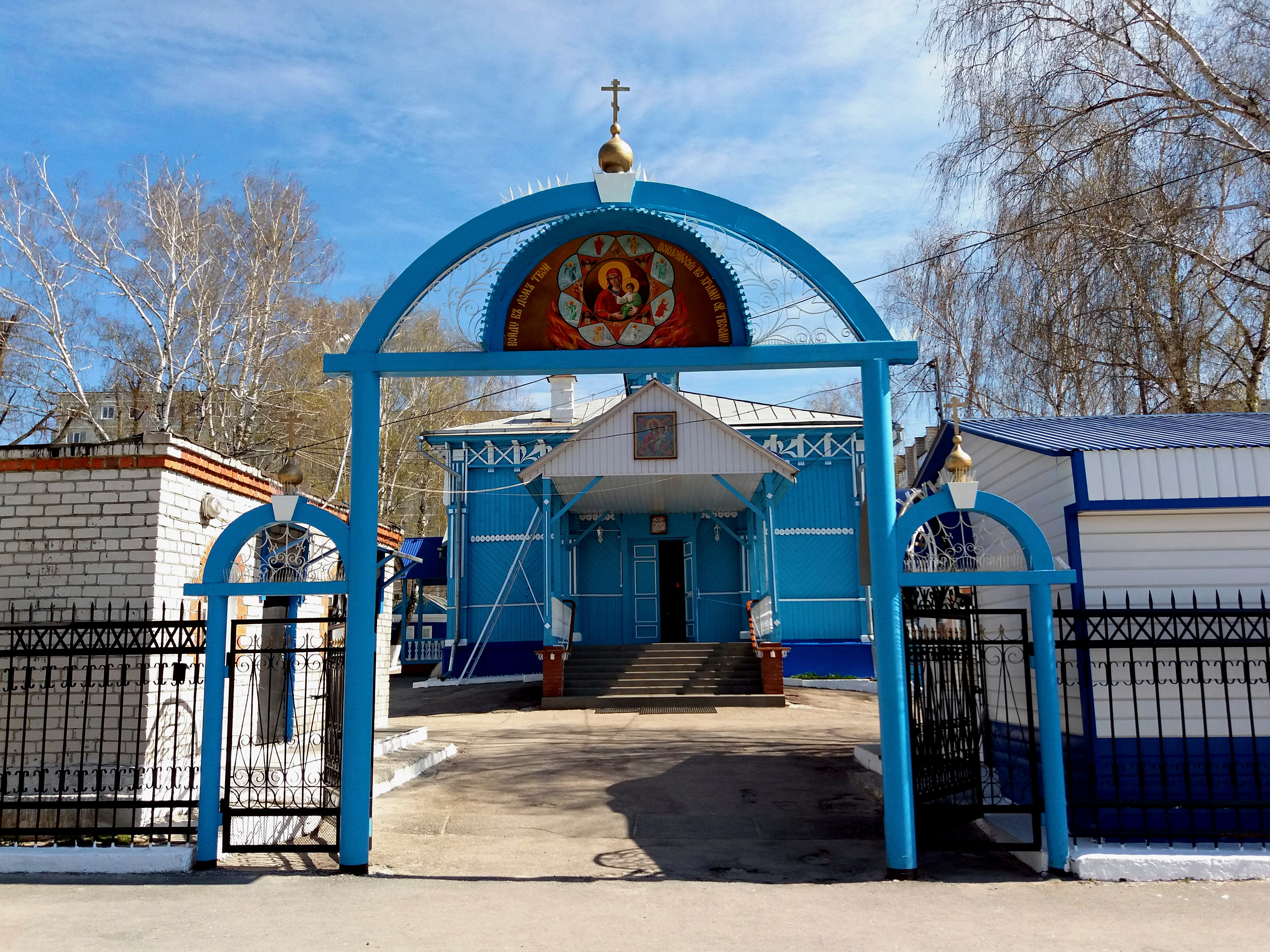
Церковь Неопалимой Купины
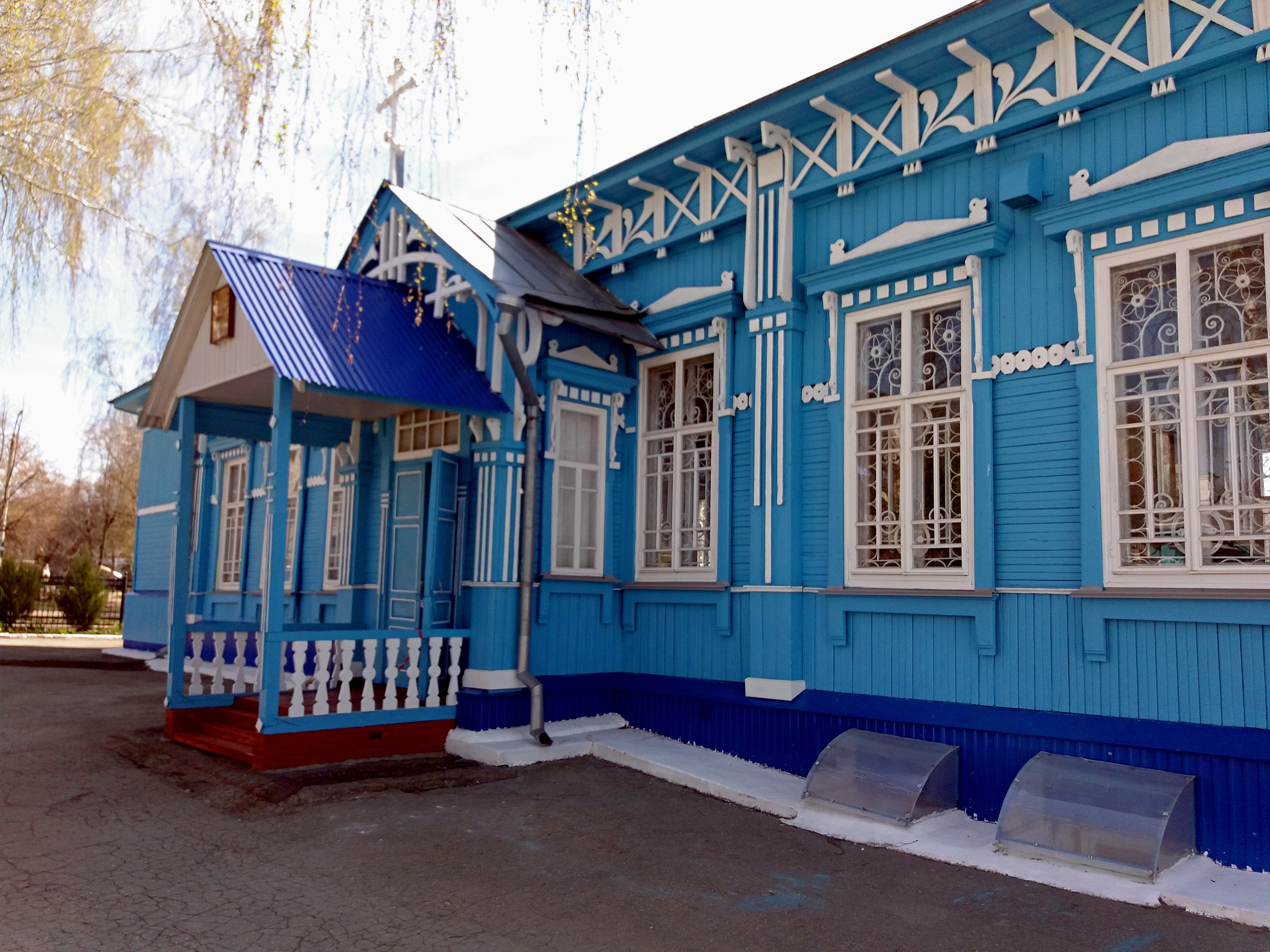
Церковь Неопалимой Купины
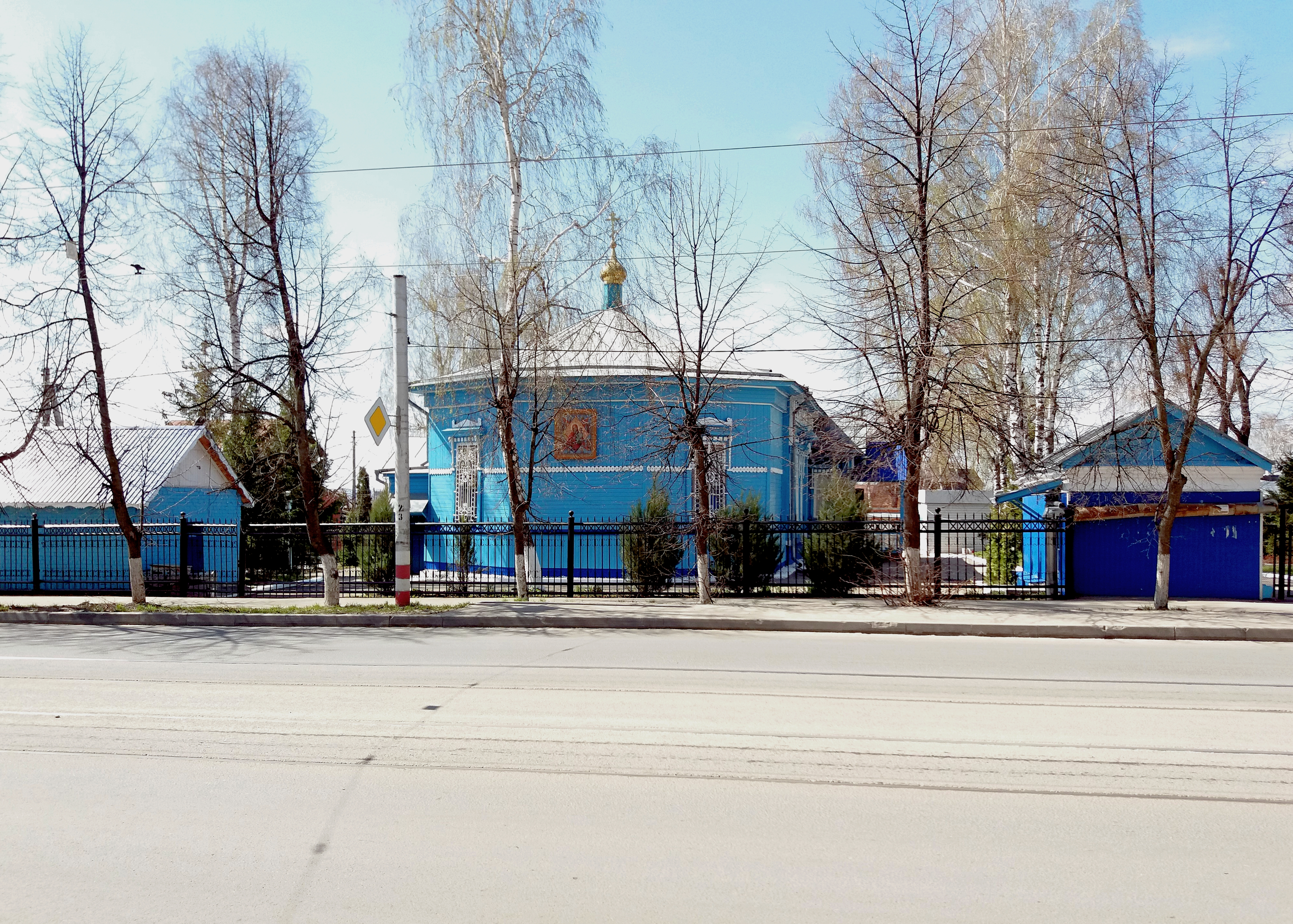
Церковь Неопалимой Купины
Убранства церкви Неопалимой Купины
Убранства церкви Неопалимой Купины
Убранства церкви Неопалимой Купины